# 靜宜大學站 (臺中市公車站)

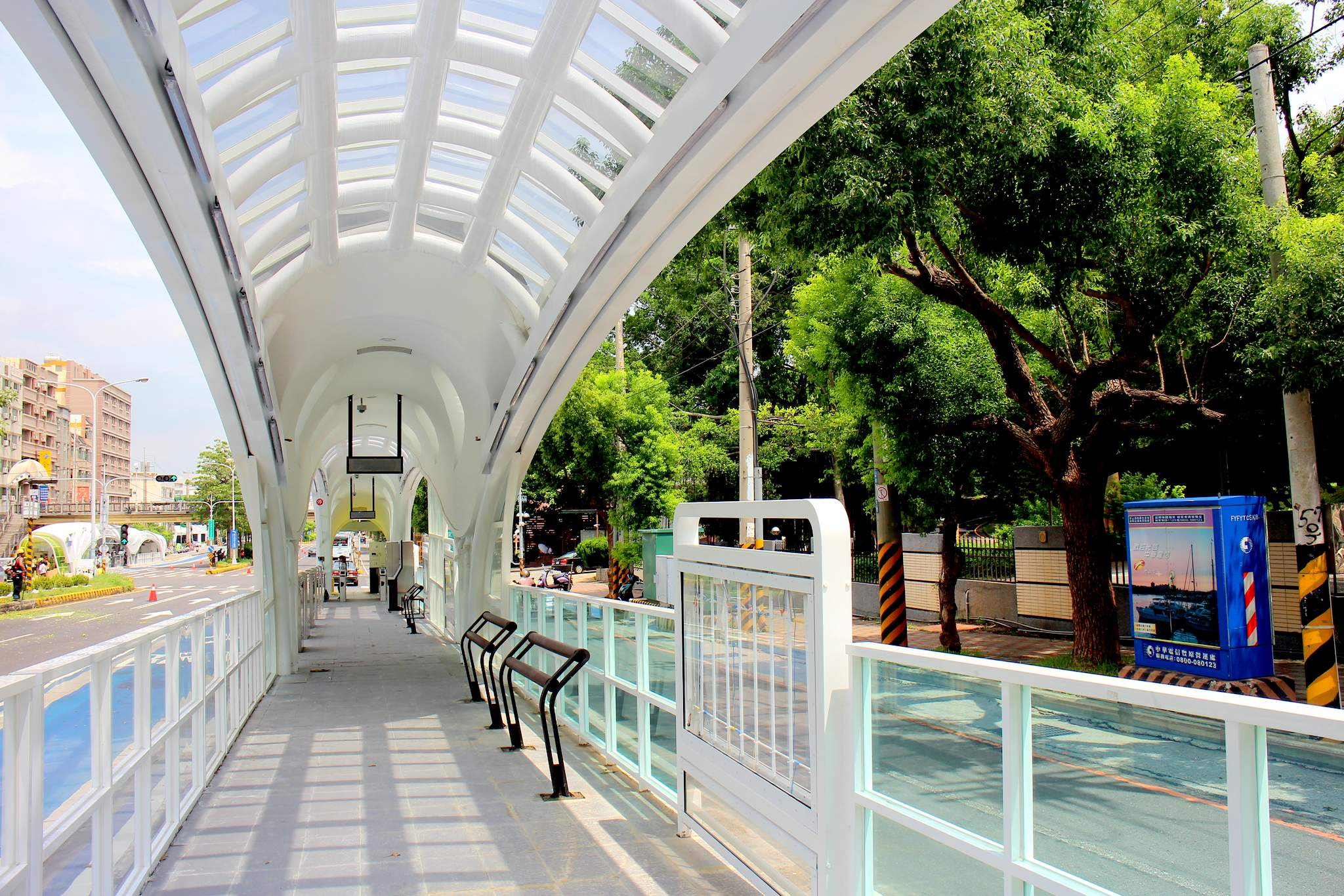
BRT靜宜大站月台

靜宜大學站是位於臺灣臺中市沙鹿區的臺灣大道幹線公車站。2014年7月27日啟用時，為台中BRT藍線車站，2015年7月8日轉型為臺灣大道幹線公車站。

## 車站歷史
- 2014年7月27日：正式啟用。
- 2015年6月11日：拆除第二月台欄杆。
- 2015年7月8日：臺中市快捷巴士系統廢除後，原藍線車站改為臺中市公車臺灣大道幹線的公車站，有臺中市公車300路、301路、302路、303路、304路、305路、306路、307路、308路、309路停靠本站。[1]
- 2017年5月26日：增停機場接駁公車A2路。[2]
- 2017年7月7日：增停309路公車。[3] [4]

## 車站概要
車站位於臺灣大道七段地面（靜宜大學門口），於2014年7月27日正式啟用，車站分為兩座地面車站，西行公車專用車道的終點站 月台位於校門口東側，東行月台位於校門口西側。

## 車站結構

### 車站車道配置
| ← 慢車道         |                              |
| 側式月台（西行） |                              |
| 公車專用車道     | 旅客下車月台（不開放上車）   |
| ← 快車道         | 臺灣大道七段                 |
| → 快車道         | 臺灣大道七段                 |
| 公車專用車道     | 往臺中火車站方向（晉江寮） → |
| 側式月台（東行） |                              |
| → 慢車道         |                              |

### 車站出入口
靜宜大學站為兩座地面車站，單向共1處出口，雙向共2處。
- 東行站（往臺中火車站方向）出口設置位置：靜宜大學大門對面。
- 西行站（往靜宜大學方向）出口設置位置：靜宜大學大門旁。

## 車站週邊
- 靜宜大學
- 靜宜大學夜市
- 靜宜大學商圈
- 臺中捷運藍線靜宜大學站(規劃中)

## 慢車道公車轉乘資訊
- 靜宜大學：68延、68延繞、167、326、353、659
- 靜宜大學（英才路）：162、353